# Azilien
Das Azilien [ˈaziːljɜ̃] (etwa 12.300 bis 9.600 v. Chr.) bezeichnet eine wichtige Kultur des europäischen Jungpaläolithikums bzw. des südeuropäischen Epipaläolithikums. Das Azilien beginnt im Spätglazial und endet mit dem Beginn des Holozäns.
Der Begriff wurde 1889 von Édouard Piette (1827–1906) nach Grabungen in der Höhle von Mas d’Azil (Le Mas-d’Azil, Département Ariège, Frankreich) geprägt. Im deutschen Sprachraum wird das Azilien mit dem Synonym Federmesser-Gruppen bezeichnet.
Leitformen sind das Rückenmesser (auch Rückenspitze, oder Federmesser genannt) sowie kurze Kratzer, Stichel und Harpunen aus Hirschgeweih. Parallel läuft das Swiderien im Osten.
Dem Azilien folgte das Mesolithikum oder die Mittelsteinzeit mit dem Frühmesolithikum (9600–7000/6500 v. Chr.) gefolgt vom Spätmesolithikum (etwa 7000/6500–5500/4500 v. Chr.). 

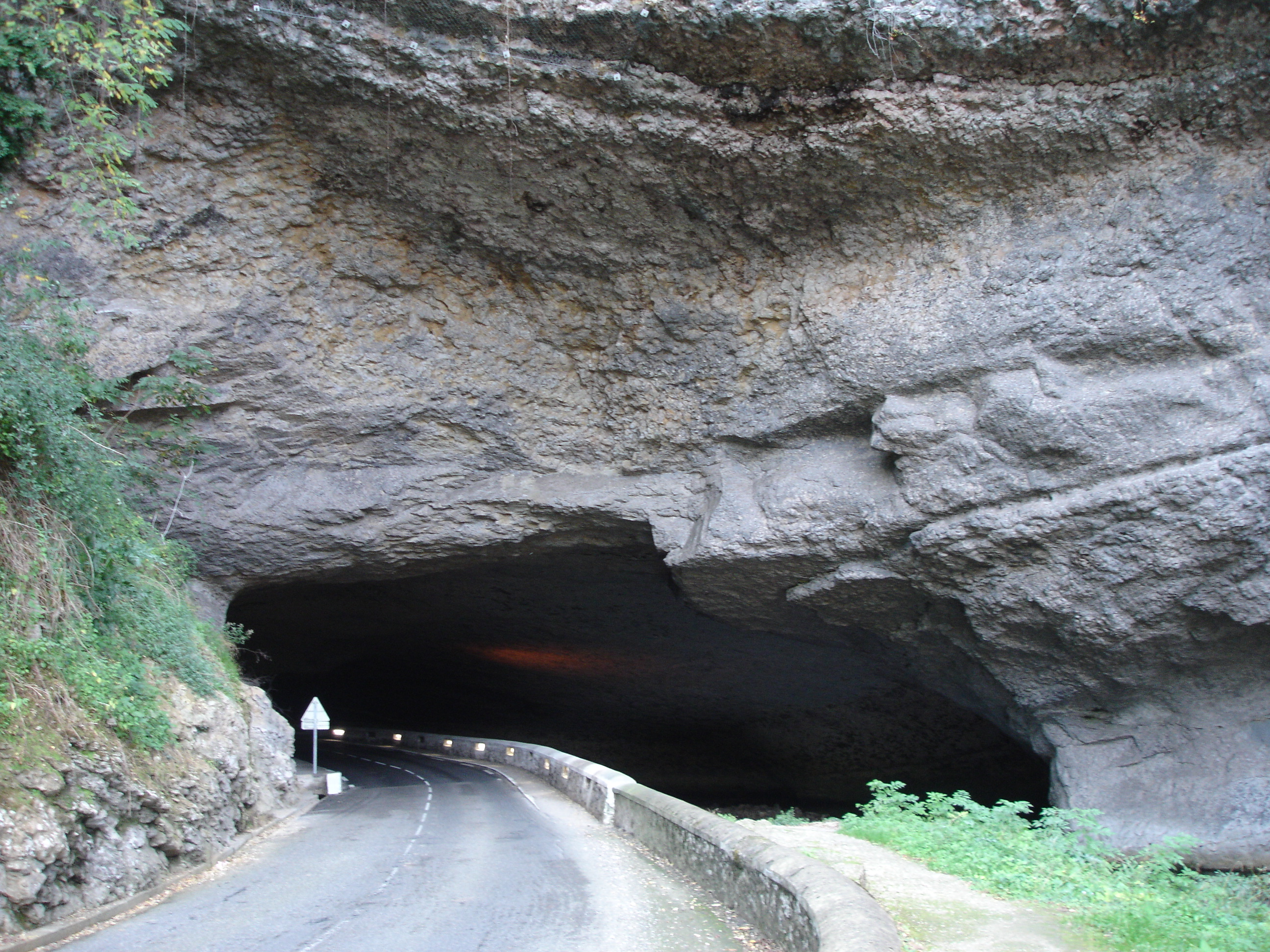
Höhle von Mas d’Azil (Nordeingang)
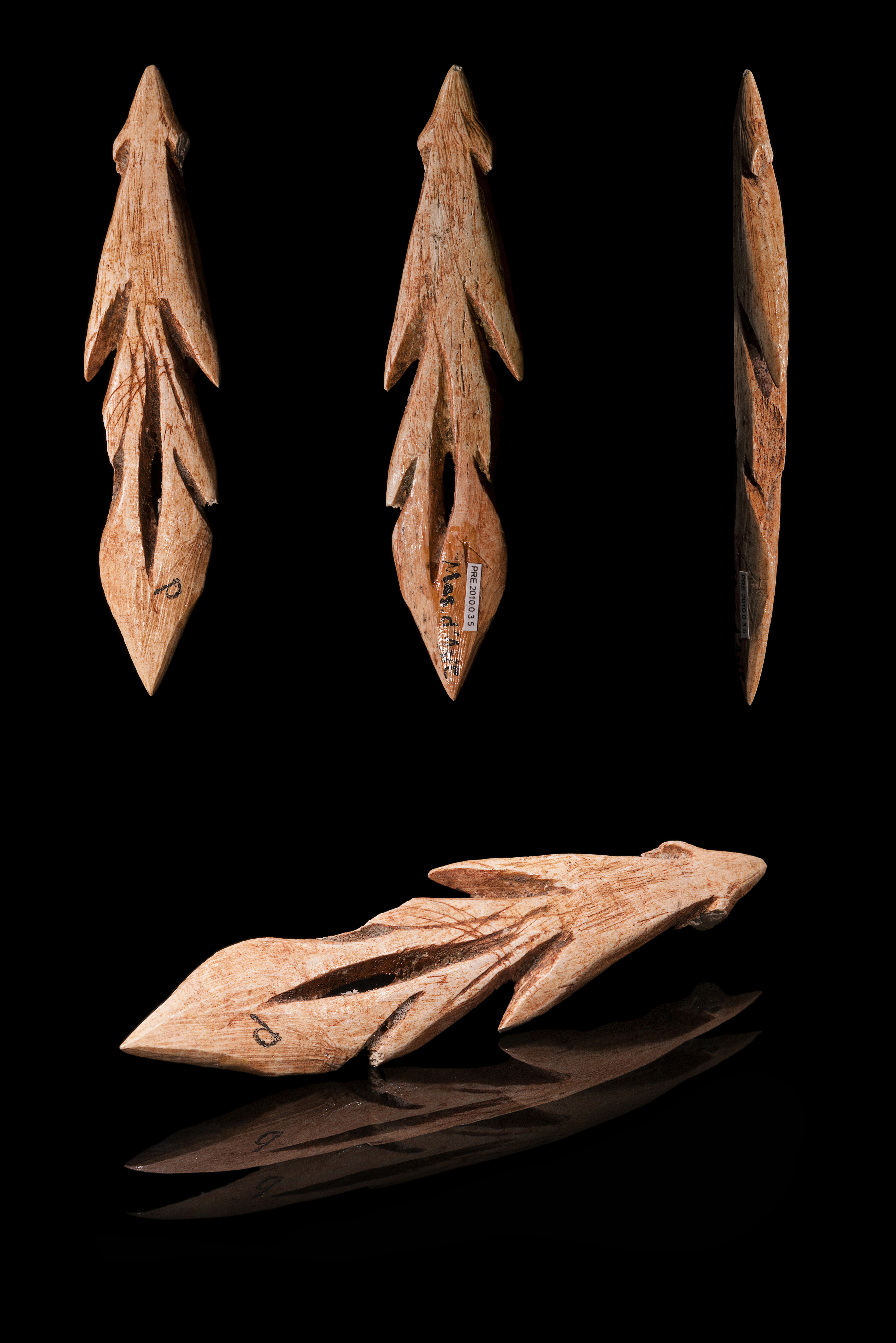
Harpunen aus der Höhle von Mas d’Azil
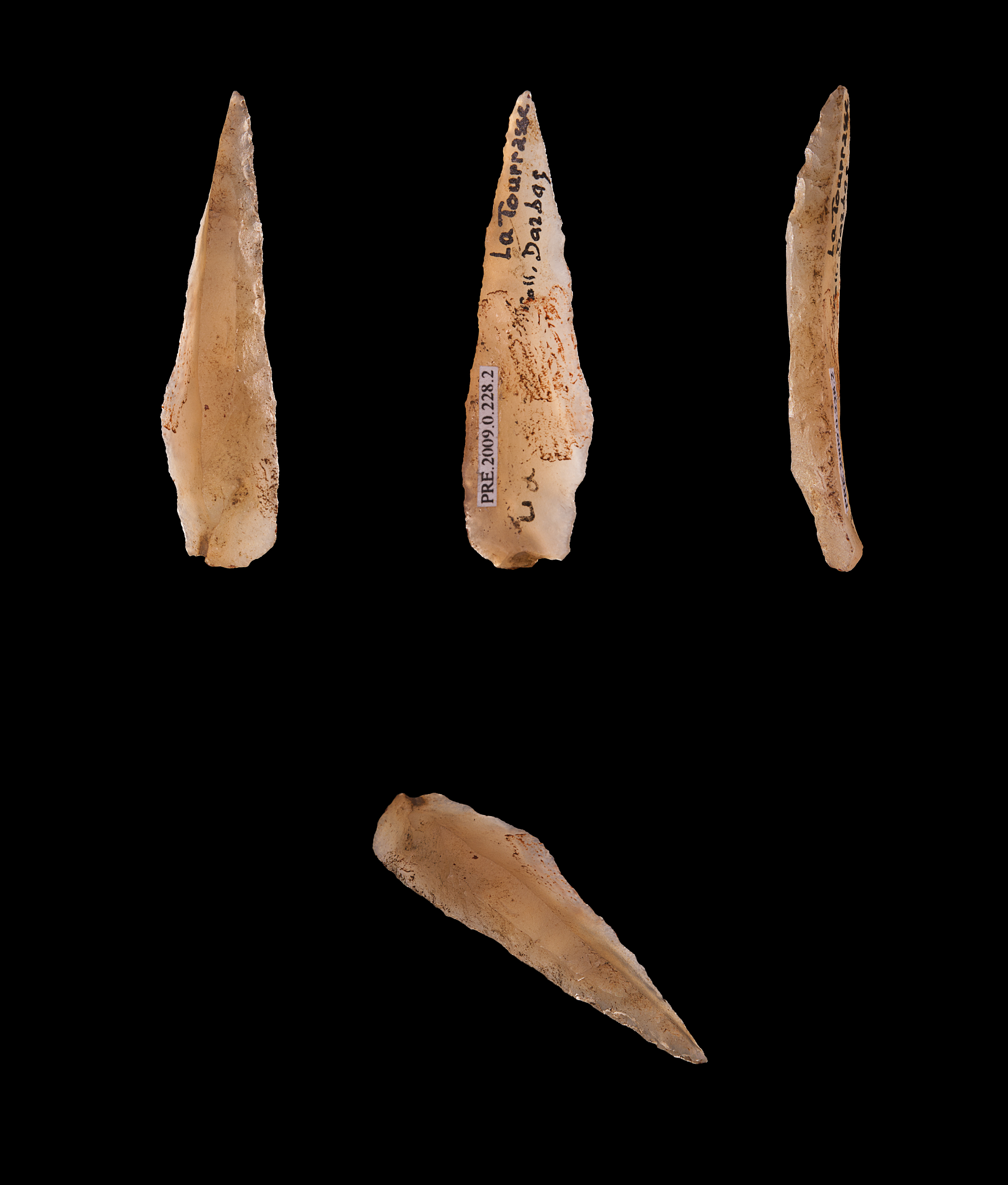
Azilienspitzen (Grotte de Tourasse)
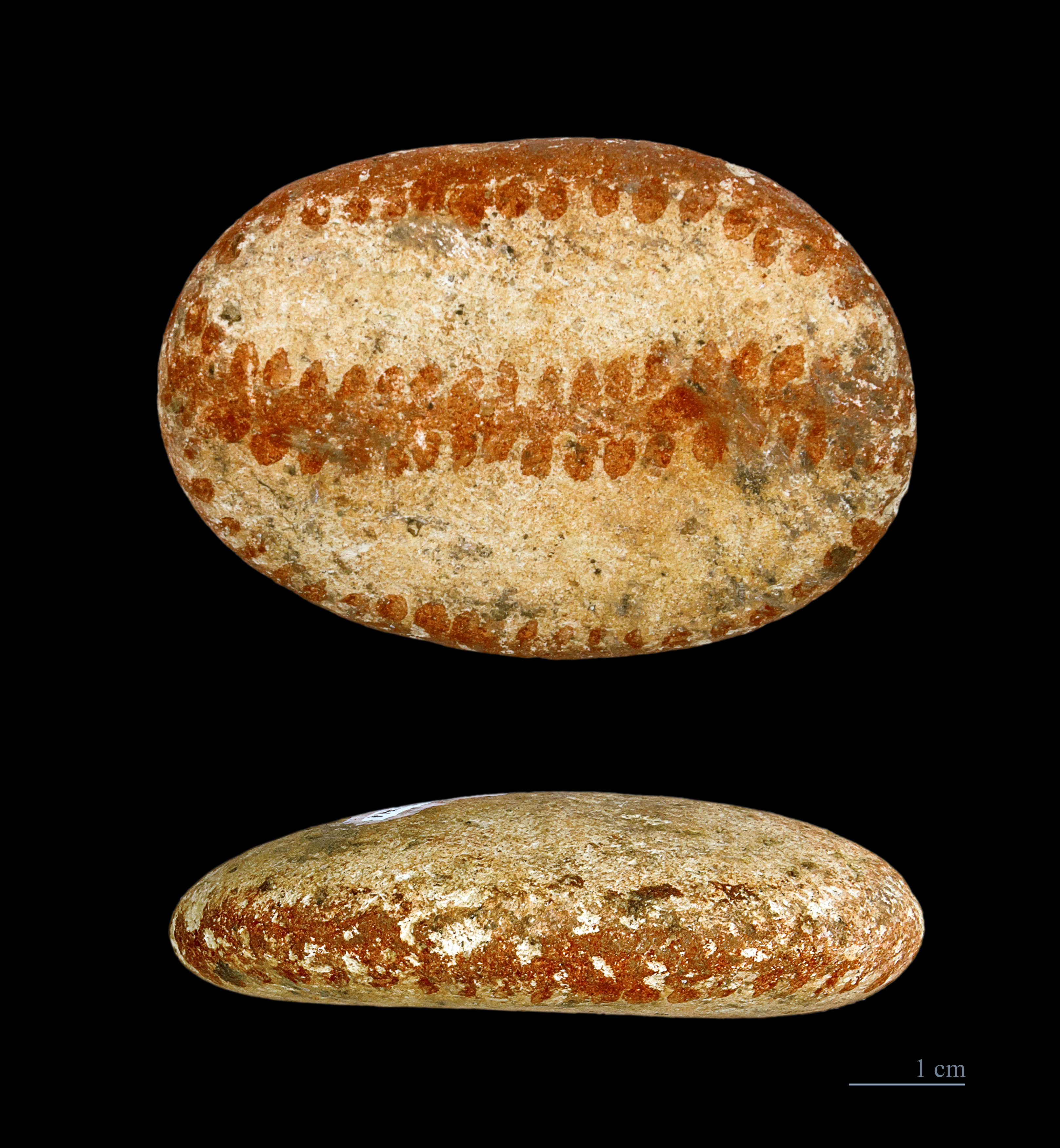
Bemalte Kiesel (Höhle von Mas d’Azil)